# Adoncholaimus longicaudatus
Adoncholaimus longicaudatus is een rondwormensoort uit de familie van de Oncholaimidae.